# Armenoprunus
Armenoprunus là một chi thực vật có hoa trong họ Hoa hồng.